# Neseis pallassatus
Neseis pallassatus är en insektsart som beskrevs av Ashlock 1966. Neseis pallassatus ingår i släktet Neseis och familjen fröskinnbaggar. Inga underarter finns listade i Catalogue of Life.